# Горча, Андрей
Андрей Кристиан Горча (рум. Andrei Gorcea; род. 2 августа 2001, Клуж-Напока) — румынский футболист, вратарь клуба «Университатя Клуж».

## Клубная карьера
Горча — воспитанник академии клужского «Университатя». В 2020 году Андрей подписал первый профессиональный контракт с клубом. 1 марта 2020 года в матче против «Глория Бузэу» он дебютировал во втором румынском дивизионе. 17 июля 2022 года в поединке против «ФКСБ» вратарь дебютировал в чемпионате Румынии. В Кубке Румынии 2022/23 был основным вратарём, в финальном матче против «Сепси» проиграл по серии пенальти.

## Международная карьера
В 2023 году в составе молодёжной сборной Румынии Горча принял участие в молодёжном чемпионате Европы. На турнире он остался на скамейке запасных.